# Herbert Schultze
Herbert Schultze (24 de Julho de 1909 - 3 de Junho de 1987) foi um oficial da Kriegsmarine que serviu durante a Segunda Guerra Mundial.

## Patentes
| 9 de Outubro de 1930 | Seekadett            |
| 1 de Janeiro de 1932 | Fähnrich zur See     |
| 5 de Abril de 1934   | Oberfähnrich zur See |
| 1 de Outubro de 1934 | Leutnant zur See     |
| 1 de Junho de 1936   | Oberleutnant zur See |
| 1 de Junho de 1939   | Kapitänleutnant      |
| 1 de Abril de 1943   | Korvettenkapitän     |

## Condecorações
| 25 de Setembro de 1939 | Cruz de Ferro 2ª Classe                  |
| 25 de Outubro de 1939  | Badge de Guerra dos U-boot 1939          |
| 27 de Outubro de 1939  | Cruz de Ferro 1ª Classe                  |
| 1 de Março de 1940     | Cruz de Cavaleiro da Cruz de Ferro       |
| 12 de Junho de 1941    | Folhas de Carvalho                       |
| 15 de Julho de 1941    | Badge de Guerra dos U-Boot com Diamantes |

### Patrulhas
|       | U-Boot | Partida     | Partida     | Chegada     | Chegada     | Dias     | Toneladas |
| ----- | ------ | ----------- | ----------- | ----------- | ----------- | -------- | --------- |
| 1     | U-48   | 19 Ago 1939 | Kiel        | 17 Set 1939 | Kiel        | 30 dias  | 14,777    |
| 2     | U-48   | 4 Out 1939  | Kiel        | 25 Out 1939 | Kiel        | 22 dias  | 37,153    |
| 3     | U-48   | 20 Nov 1939 | Kiel        | 20 Dez 1939 | Kiel        | 31 dias  | 25,618    |
| 4     | U-48   | 24 Jan 1940 | Kiel        | 26 Fev 1940 | Kiel        | 34 dias  | 31,526    |
| 5     | U-48   | 3 Abr 1940  | Kiel        | 20 Abr 1940 | Kiel        | 18 dias  |           |
| 6     | U-48   | 20 Jan 1941 | Kiel        | 27 Fev 1941 | St. Nazaire | 39 dias  | 8,640     |
| 7     | U-48   | 17 Mar 1941 | St. Nazaire | 8 Abr 1941  | St. Nazaire | 23 dias  | 22,989    |
| 8     | U-48   | 22 Mai 1941 | St. Nazaire | 21 Jun 1941 | Kiel        | 31 dias  | 38,462    |
| Total | Total  | Total       | Total       | Total       | Total       | 228 dias | 179 165 t |

### Sucessos
- 26 navios afundados num total of 169,709 GRT[1]
- 1 navio danificado tendo 9,456 GRT

| Data        | U-Boot | Nome da Embarcação     | Toneladas | Nacionalidade |        |
| ----------- | ------ | ---------------------- | --------- | ------------- | ------ |
| 5 Set 1939  | U-48   | Royal Sceptre          | 4,853     | britânico     |        |
| 8 Set 1939  | U-48   | Winkleigh              | 5,055     | britânico     |        |
| 11 Set 1939 | U-48   | Firby                  | 4,869     | britânico     |        |
| 12 Out 1939 | U-48   | Emile Miguet           | 14,115    | francês       | KJ-2   |
| 13 Out 1939 | U-48   | Heronspool             | 5,202     | britânico     | OB-17  |
| 13 Out 1939 | U-48   | Louisiane              | 6,903     | francês       | OA-17  |
| 14 Out 1939 | U-48   | Sneaton                | 3,677     | britânico     |        |
| 17 Out 1939 | U-48   | Clan Chisholm          | 7,256     | britânico     | HG-3   |
| 27 Nov 1939 | U-48   | Gustaf E. Reuter       | 6,336     | sueco         |        |
| 8 Dez 1939  | U-48   | Brandon                | 6,668     | britânico     | OB-48  |
| 9 Dez 1939  | U-48   | San Alberto            | 7,397     | britânico     | OB-48  |
| 15 Dez 1939 | U-48   | Germaine               | 5,217     | grego         |        |
| 10 Fev 1940 | U-48   | Burgerdijk             | 6,853     | holandês      |        |
| 14 Fev 1940 | U-48   | Sultan Star            | 12,306    | britânico     |        |
| 15 Fev 1940 | U-48   | Den Haag               | 8,971     | holandês      |        |
| 17 Fev 1940 | U-48   | Wilja                  | 3,396     | finladês      |        |
| 1 Fev 1941  | U-48   | Nicolas Angelos        | 4,351     | grego         |        |
| 24 Fev 1941 | U-48   | Nailsea Lass           | 4,289     | britânico     | SLS-64 |
| 29 Mar 1941 | U-48   | Germanic               | 5,352     | britânico     | HX-115 |
| 29 Mar 1941 | U-48   | Hylton                 | 5,197     | britânico     | HX-115 |
| 29 Mar 1941 | U-48   | Limbourg               | 2,483     | belga         | HX-115 |
| 2 Abr 1941  | U-48   | Beaverdale             | 9,957     | britânico     |        |
| 3 Jun 1941  | U-48   | Inversuir (danificado) | 9,456     | britânico     | OB-327 |
| 5 Jun 1941  | U-48   | Wellfield              | 6,054     | britânico     | OB-328 |
| 6 Jun 1941  | U-48   | Tregarthen             | 5,201     | britânico     | OB-329 |
| 8 Jun 1941  | U-48   | Pendrecht              | 10,746    | holandês      | OB-329 |
| 12 Jun 1941 | U-48   | Empire Dew             | 7,005     | britânico     |        |
| Total       | Total  | Total                  | 179 165   |               |        |